# Auyantepui

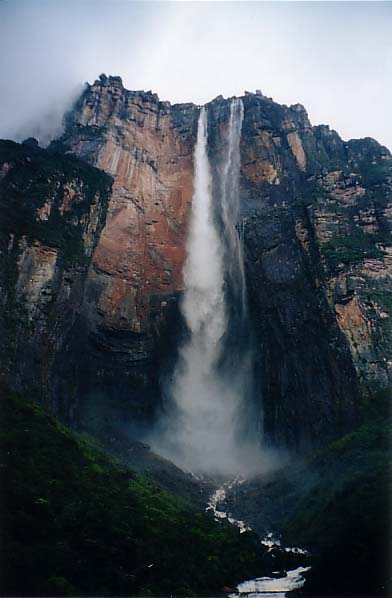
Salto Angel, wypływający z Auyantepui

Auyantepui (Auyantepuy, Auyan Tepui) – jest najczęściej zwiedzanym i słynnym tepui w Wenezueli oraz jednym z największych (lecz nie najwyższych) tepui, o obszarze 700 km² na płaskowyżu Gran Sabana w stanie Bolivar. Nazwa tepui oznacza w miejscowym języku Pemon "Dom Diabła". Znajduje się na terenie Parku Narodowego Canaima.
Salto Angel, najwyższy wodospad Ziemi, wypływa ze szczytu płaskowyżu. Znajduje się na północnym stoku Auyantepui. Ma wysokość 979 metrów, i opada nieprzerwanie przez 807 metrów. Salto Angel jest 19 razy wyższy od wodospadu Niagara.

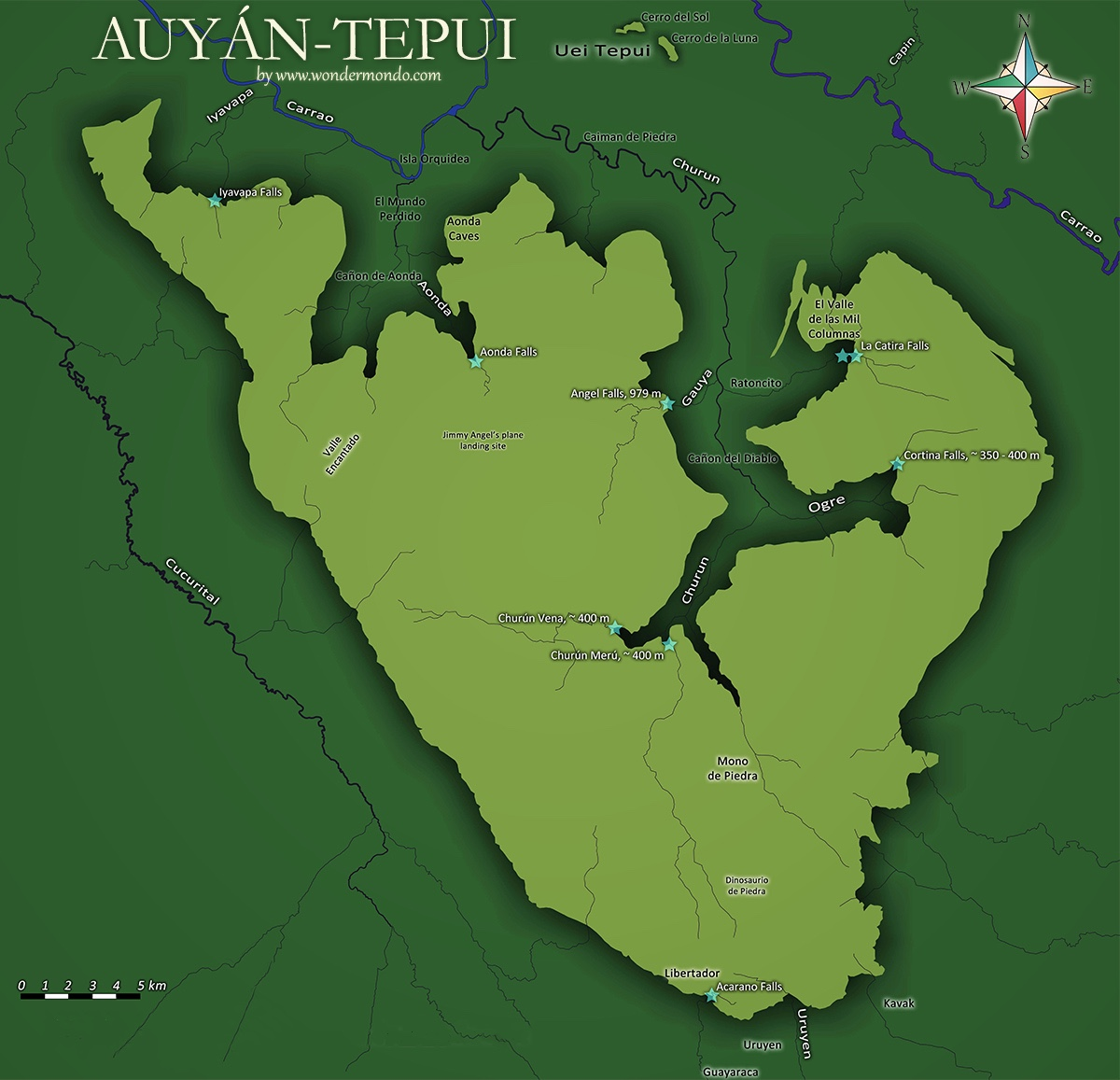
Mapa Auyan-tepui

Auyantepui zyskało międzynarodową sławę, w 1933 roku, gdy Jimmie Angel, pilot szukający złóż złota, przypadkowo odkrył wodospad Salto Angel.
W 1937 r. Angel przedsięwziął kolejną podróż wraz z żoną Marie i jeszcze jednym towarzyszem.  Niestety, podczas próby lądowania rozbił swój mały samolot Flamingo na szczycie tepui. Trójce odkrywców zajęło jedenaście dni, zanim zeszli z góry. Nazwisko Angela zostało unieśmiertelnione, gdy nazwano nim wodospad.
Auyantepui jest gigantem wśród płaskowyżów. Obejmuje 650 km² i ma 2535 m wysokości.